# Тё де Мейландт, Бартелеми де
Бартелеми Теодор, граф де Тё де Мейландт (фр. Barthélemy-Théodore comte de Theux de Meylandt; 26 февраля 1794, замок Схабрук, Синт-Трёйден — 21 августа 1874, замок Мейландт, Хёсден) — бельгийский католический политический деятель. Глава правительства Бельгии с 4 августа 1834 по 18 апреля 1840, с 31 марта 1846 по 12 августа 1847 и с 7 декабря 1871 по 21 августа 1874 (умер в должности).

## Биография
Получил юридическое образование, работал адвокатом, в конце 1820-х гг. примкнул к Феликсу де Мероду в рамках политической оппозиции католиков протестантской королевской власти Объединённых Нидерландов. Участвовал в Бельгийской революции 1830 года, после чего был избран депутатом Национального конгресса от Хасселта. В 1831 г. занял пост министра внутренних дел в правительстве Феликса де Мюленаре — первом кабинете, утверждённом новым монархом Бельгии Леопольдом I. В дальнейшем граф де Тё трижды возглавлял правительство Бельгии (1834—1840, 1846—1847 и 1871—1874), в первые две каденции оставив за собой также портфель министра внутренних дел, а в 1836—1840 гг. и министра иностранных дел.

Должности:

Министр иностранных дел — декабрь 1836 — 18 апреля 1840;

Министр внутренних дел — 21 ноября 1831 — 20 октября 1832, 4 августа 1934 — 18 апреля 1940, 31 марта 1846 — 12 августа 1847.

## Награды
- Орден Леопольда I (Бельгия),
- Офицер ордена Почетного легиона (Франция),
- Рыцарь Большого Креста Ордена Святого Григория Великого (Ватикан).